# Братья Темировы
Братья Темировы (род. Чикола, СО АССР, РСФСР, СССР) — шесть братьев Темировых, которые погибли в разное время в сражениях Великой Отечественной войны. Все братья родились в селе Чикола и были сыновьями Даукуя Темирова.

## Список
1. Исса Даукуевич Темиров (1909—1943), капитан. Погиб под Воронежем.
2. Рамазан Даукуевич Темиров (1911—1945), майор. Погиб при взятии Кенигсберга.
3. Тазе Даукуевич Темиров (1914—1943), рядовой. Место смерти неизвестно.
4. Хушин Даукуевич Темиров (1920—1944), рядовой. Место смерти неизвестно.
5. Умати Даукуевич Темиров (1921—1944), рядовой. Место смерти неизвестно.
6. Ехья Даукуевич Темиров (1921—1944), рядовой. Место смерти неизвестно.

## Память
- Именем братьев Темировых названа улица во Владикавказе.
- В селе Чикола находится памятник, посвящённый братьям Темировым.